# Debra Meyer
Debra Meyer ist eine südafrikanische Wissenschaftlerin, Autorin und AIDS-Aktivistin. Sie ist Professorin für Biochemie sowie Dekanin der wissenschaftlichen Fakultät der Universität Johannesburg. Sie erlangte außerdem Bekanntheit aus ihrer Tätigkeit als Fernsehmoderatorin, unter anderem präsentierte sie von 2000 bis 2012 zweimal wöchentlich den Wetterbericht und lancierte 2014 ihre eigene TV-Sendung 'Debre deel'. Meyer hat im Verlauf ihrer wissenschaftlichen Karriere bereits über 100 Artikel, Buchkapitel, Leitartikel und Tagungsberichte veröffentlicht.

## Ausbildung
Meyer hält ein BSc in Biologischen Wissenschaften, ein BSc Honours in Biochemie sowie einen Mastertitel in Biochemie der Rand Afrikaans Universität (heute Universität Johannesburg). Ihren Doktortitel erwarb sie als Fulbright Stipendiatin an der University of California, Davis in den USA, wo sie ein a PhD in Biochemie and Molekularbiologie erwarb. Ende 1997 begann sie als Dozentin und Forscherin für Biochemie an der damaligen Rand Afrikaans University (heute Universität Johannesburg) zu arbeiten. Ende 2007 wechselte Debra Meyer an die Universität Pretoria, wo sie Leiterin der Fakultät für Biochemie. 2015 wurde sie als Professorin für Biochemie an die Universität Johannesburg berufen.
Darüber hinaus hat Debra Meyer Kurse in Medienstrategie und Akademischer Führung an der Harvard Business School und dem Gordon Institute of Business Science der Universität Pretoria belegt.

## Forschung & Auszeichnungen
Debra Meyer forscht in folgenden Fachgebieten: HIV, Biochemie, Infektionen, Immunität, Impfstoffe, Klinische Infektionskrankheiten, HIV-Immunologie, Molekulare Virologie, Kernspinresonanzspektroskopie und Chemometrik. Sie hat für ihre Forschungsarbeiten zahlreiche Auszeichnungen erhalten, u. a. den NRF/NSTF TW Kambule Award in 2004 sowie den renommierten Young Scientist Award der World Academy of Sciences for the Developing World. 2007 wurde sie von Rapport and City Press Newspapers als eine der 10 angesehensten Frauen Südafrikas geehrt.

## TV-Karriere

### Wetterbericht
Von 2000 bis 2012 präsentierte Debra Meyer für den Sender SABC 2 zweimal wöchentlich den Wetterbericht in Afrikaans.

### Wissenschaftssendung
2014 lancierte sie auf KykNET ihre eigene Wissenschaftssendung namens Debra deel, was auf Afrikaans "Debra lässt Dich teilhaben" bedeutet. Die Sendung, welche komplexe wissenschaftliche Fakten auf gut verständliche Weise vermittelt, zählte 2014 zu den 10 beliebtesten Sendungen auf KykNet. ‘Debra deel’ wird noch immer regelmäßig ausgestrahlt und bleibt bis heute relevant.

## Soziales & gesellschaftliches Engagement
Debra Meyer engagiert sich für HIV/AIDS, die Stärkung von Frauen sowie Mehrsprachigkeit in einem multikulturellen Südafrika.
Insbesondere ist es ihr ein Anliegen, dazu beizutragen, dass alle Südafrikaner ein besseres Verständnis für die Herkunft, Geschichte und Sprache der Coloureds haben. Dazu gibt Debra Meyer jedes Jahr Vorlesungen, schreibt Artikel und Bücher, gibt Interviews und spricht als Podiumsteilnehmerin über dieses Thema. Ihre wissenschaftlichen und sozialen Kommentare sind für ganz Südafrika relevant.

## Positionen
Debra Meyer ist Mitglied des Naspers Social and Ethics Committee. Seit dem 25. November 2009 ist Prof. Debra Meyer Ph.D. Non-Executive Independent Director von Myriad International Holdings, der Offshore Investmentgesellschaft bzw. Holdinggesellschaft der Naspers Group. Sie hält weitere Mandate als Trustee oder Verwaltungsratsmitglied verschiedener Organisationen.

## Privatleben
Debra Meyer wurde südlich von Kliptown geboren und verbrachte ihre Jugend in der Gemeinschaft Eldorado Park in Johannesburg. Sie wuchs als Coloured unter der rassistisch motivierten Diskriminierung und Segregation des Apartheid-Regimes auf. Sie engagiert sich stark für die Anliegen der Coloureds.